# Pennisetum clandestinum
Pennisetum clandestinum, conhecida como capim kikuio, é uma espécie de planta com flor pertencente à família Poaceae. 
Conhecida também no Sul de Minas por picuia. 
A autoridade científica da espécie é Hochst. & Chiov., tendo sido publicada em Annuario del Reale Istituto Botanico di Roma 8(1): 41, pl. 5, f. 2. 1903.

## Portugal
Trata-se de uma espécie presente no território português, nomeadamente no Arquipélago da Madeira.
Em termos de naturalidade é introduzida na região atrás indicada.

## Protecção
Não se encontra protegida por legislação portuguesa ou da Comunidade Europeia.